# سه‌نفره (فیلم)
سه‌نفره (به انگلیسی: The Threesome)، یک فیلم سینمایی آمریکایی در ژانر کمدی درام عاشقانه به کارگردانی چاد هارتیگان است که در سال ۲۰۲۵ منتشر شد. فیلم‌نامه این فیلم توسط ایتن اوگیلبی نگارش داشته و داستان علاقهٔ همیشگی یک مرد جوان را دنبال می‌کند که او را به یک رابطهٔ سه‌نفره غیرمنتظره سوق می‌دهد که عواقب پیچیده‌ای به همراه دارد. زوئی دویچ، جونا هاوئر کینگ، روبی کروز، جاش سگارا، آردن میرین و جولیا سویینی بازیگران فیلم هستند. ابتدا قرار بود لوگان لرمن و فیبی داینور در فیلم ایفای نقش کنند اما پروژه به سرانجام نرسید.
سه‌نفره برای نخستین‌بار در جنوب از جنوب غربی ۲۰۲۵ به روی پرده رفت و نظر مثبت منتقدان را جلب کرد. فیلم اکران عمومی خود را از تاریخ ۵ سپتامبر ۲۰۲۵ آغاز خواهد کرد. ورتیکال انترتینمنت مسئولیت اکران فیلم را برعهده دارد.

## خلاصه داستان
علاقهٔ همیشگی یک مرد جوان، او را به یک رابطهٔ سه نفره غیرمنتظره سوق می‌دهد، او فکر می‌کند این فانتزی نهایی اوست که به حقیقت پیوسته است. وقتی این فانتزی به پایان می‌رسد، هر سه نفر با عواقب جدی در دنیای واقعی روبرو می‌شوند و باید مسئولیت اعمال خود را بپذیرند.